# Ramón Corona
Ramón Corona Madrigal (Tuxcueca, Jalisco; 18 de octubre de 1837-Guadalajara, Jalisco; 11 de noviembre de 1889) fue un militar y político mexicano.

## Biografía
Durante la Intervención Francesa jugó un papel de primer orden en la derrota del ejército francés, contribuyendo así, a la caída de Maximiliano I. Inicialmente, el General Ramón Corona se desligó del general Antonio Rosales, entonces gobernador del estado de Sinaloa, y combatió a los Imperialistas en forma independiente. 
Mientras se encontraba en el sur de Jalisco, militando a las órdenes de José López Uraga, enterado de que ese general planeaba una traición, decide huir junto a un grupo de amigos; Teniendo que burlar en su huida una de las más porfiadas persecuciones que se hayan hecho alguna vez a un hombre. Una vez salido fuera de la zona de muerte en que mandaba Uraga, entró a otra en que no podía abrigar esperanzas de salir mejor librado, que era la de Lozada, enemigo personal encarnizado de Corona y aliado de los imperialistas. Increíble pareció que Corona hubiera podido llegar a Sinaloa, atravesando por enmedio de tantas celadas y peligros, en una extensión de cuarenta leguas: esa travesía se ha tenido, con razón, como uno de sus hechos más extraordinarios, llevado a efecto solamente por su gran fuerza de voluntad y por su indomable audacia.
Las más famosas batallas que tuvieron Corona y sus hombres, contra de los imperialistas, se efectuaron en las cercanías de Mazatlán, y en la periferia de esa ciudad, los días 13 de enero de 1865, 12 de agosto de 1866; y la última, al mediodía del 12 de noviembre de 1866, a escasas horas de que el ejército imperialista evacuara este puerto.
Por la mañana del 13 de noviembre de 1866, un enviado del Alto Mando de la marina francesa y Ramón Corona pactaron la evacuación pacífica de Mazatlán, a la sazón el principal puerto del Pacífico y la ciudad más importante del noroeste de México. Ese mediodía, los franceses evacuaron la ciudad en tres barcos de la armada francesa, y esa misma tarde el general Corona y sus hombres se posesionaron de ella.
Liberado el estado de Sinaloa de los franceses, Corona prosiguió su lucha contra estos y avanzó hacia el centro del país. En Querétaro, en 1867, las fuerzas de Mariano Escobedo y Ramón Corona sitiaron a Maximiliano I teniendo Corona el gusto de recibir del emperador la espada que entregaba en señal de derrota.
De regreso a Mazatlán, en junio de 1868, Ramón Corona, siendo Comandante en Jefe de la Cuarta División del Ejército Mexicano, repelió un intento de invasión del buque de guerra inglés HMS Chanticleer. Luego enfrentó en forma diplomática al capitán de este, William H. Bridge, que amenazaba con bombardear esa ciudad.
Hacia 1873, Manuel Lozada, apodado «El Tigre de Álica», se disponía a invadir Guadalajara, pero el 28 de enero de ese año fue derrotado por las fuerzas del general Ramón Corona. Mientras el general Corona regresaba de Michoacán por asuntos familiares con sus hermanos los hacendados y benefactores patzcuarenses, Don Miguel y Don Ignacio Corona y Ortiz, ese mismo día, Lozada fue fusilado en la Loma de los Metates, cerca de Tepic, el 19 de julio de 1873. Manuel Lozada era un mercenario nayarita quien había favorecido a los franceses durante el Imperio Mexicano, y, en seguida, a los británicos, aunque se ha considerado [cita requerida] como uno de los primeros agraristas de esa región.
En 1874, el presidente Sebastián Lerdo de Tejada lo nombró Enviado Especial y Ministro Plenipotenciario de México en España. Luego de pasar más de diez años, viviendo como diplomático en España, regresó a México. Así, el primero de marzo de 1887 tomó posesión como gobernador del estado de Jalisco.
Fue gobernador del estado de Jalisco durante los siguientes periodos: del 1 de marzo de 1887 hasta el 22 de septiembre del mismo año, del 24 de noviembre de 1887 hasta el 17 de marzo de 1888, del 1 de abril de 1888 al 9 de enero de 1889, del 25 de enero de 1889 al 21 de marzo de 1889; y finalmente del 1 de abril de 1889 al 10 de noviembre de 1889.
El 10 de noviembre de 1889 fue apuñalado varias veces por un individuo de nombre Primitivo Ron Salcedo a quien posteriormente asesinó la policía local. Debido a las heridas recibidas, Ramón Corona murió al día siguiente, 11 de noviembre de 1889. La mayoría de los historiadores especializados en el tema, señalan, sin embargo, que su asesinato fue preparado por el presidente Porfirio Díaz, quien temía que Corona se postulara a la presidencia de la República al año siguiente, con amplias posibilidades de triunfo.
En honor a este héroe de la Patria, el año de 1918 el estado de Jalisco emitió un decreto en virtud del cual se creó el municipio denominado  Villa Corona conformado por Tizapanito y Hacienda de Estipac; sin dejar de mencionar que el mismo Corona erigió a la categoría de municipio al lugar que lo viera nacer, Tuxcueca Jalisco, ubicado en la ribera sur del lago de Chapala. Igualmente calles de Mazatlán, Culiacán, Colotlán (Jalisco), Ciudad Guzmán, La Barca (Jalisco), así como en la ciudad de Guadalajara, la plazuela de Escuinapa de Hidalgo,  Sinaloa, lleva su nombre, y otras ciudades más llevan el nombre de este distinguido militar jalisciense.

## Su personalidad
Días antes de que los franceses invadieran Mazatlán, el corresponsal del periódico Evening Bulletin de San Francisco, lo vio en acción y respecto a él escribió: Corona tenía un excelente mando de sus hombres, y sus órdenes eran no causar molestias ni a las personas ni a las propiedades. Actuaba en todos los aspectos de una manera honorable como en la guerra más ilustre; mostraba que su único objetivo era defender su país hasta el final, y para hacerlo se valía de todo medio honroso.

## Controversia
A pesar de lo anterior, diversos autores atribuyen a Ramón Corona varios hechos delictivos. Así, Plácido Vega Daza le acusó de intentar derrocarlo y de ordenar asesinarlo en enero de 1863; el propio Corona confesó estos hechos. Vega le acusó de intentar asesinarlo de nuevo en agosto de 1866. Posteriormente, octubre de 1864, en plena invasión francesa, Corona y Antonio Rosales derrocaron a Jesús García Morales,  gobernador de Sinaloa. Rosales fue nombrado gobernador de este estado por el propio Corona; sin embargo en mayo de 1865 este ordenó a su lugarteniente Ascensión Correa derrocara a aquel.
Una vez que Maximiliano fue derrotado y el ejército francés abandonó el territorio nacional, el 18 de marzo de 1868 el general José María Patoni fue asesinado por el general Benigno Canto, quien era allegado de Corona; se rumoraba que este había ordenado dicho crimen.